# 鸭跖草凤仙花
鸭跖草凤仙花（学名：Impatiens commellinoides）是凤仙花科凤仙花属的植物，是中国的特有植物。分布在中国大陆的浙江、广东、福建、江西、湖南等地，生长于海拔300米至900米的地区，多生长于田边、山谷沟边以及沟旁，目前尚未由人工引种栽培。